# 1. meridijan (istok)
1. istočni meridijan meridijan je koji je jedan stupanj istočno od nultog (griničkog). Presijeca Arktički ocean, Atlantski ocean, Europu, Afriku, Južni ocean i Antarktiku. Tvori ortodromu sa 179. zapadnim meridijanom.
Kao i kod svih meridijana dužina mu je polovica obujma Zemlje, tj. 20.003,932 km, a od nultog je udaljen 111,319 km. Šezdeset šest posto njegove dužine prolazi preko mora i oceana.

## Od pola do pola
Počevši od Sjevernog pola i idući ravno prema Južnom, ovaj meridijan prolazi kroz sljedeće lokacije ili vrlo blizu njih:
| Koordinate                       | Država, teritorij ili more | Napomene                                                                           |
| -------------------------------- | -------------------------- | ---------------------------------------------------------------------------------- |
| 90°0′N 1°0′E / 90.000°N 1.000°E  | Arktički ocean             |                                                                                    |
| 81°35′N 1°0′E / 81.583°N 1.000°E | Atlantski ocean            |                                                                                    |
| 61°0′N 1°0′E / 61.000°N 1.000°E  | Sjeverno more              |                                                                                    |
| 52°58′N 1°0′E / 52.967°N 1.000°E | Ujedinjeno Kraljevstvo     | Engleska – prolazi kroz Stowmarket (Suffolk) (na 52°11′N 1°0′E / 52.183°N 1.000°E) |
| 51°47′N 1°0′E / 51.783°N 1.000°E | Sjeverno more              |                                                                                    |
| 51°21′N 1°0′E / 51.350°N 1.000°E | Ujedinjeno Kraljevstvo     | Engleska – zapadno od Whitstablea (Kent) (na 51°21′N 1°1′E / 51.350°N 1.017°E)     |
| 51°1′N 1°0′E / 51.017°N 1.000°E  | La Manche                  |                                                                                    |
| 49°55′N 1°0′E / 49.917°N 1.000°E | Francuska                  |                                                                                    |
| 42°47′N 1°0′E / 42.783°N 1.000°E | Španjolska                 |                                                                                    |
| 41°2′N 1°0′E / 41.033°N 1.000°E  | Sredozemno more            | Zapadno od Ibize (na 38°54′N 1°13′E / 38.900°N 1.217°E)                            |
| 36°28′N 1°0′E / 36.467°N 1.000°E | Alžir                      |                                                                                    |
| 21°13′N 1°0′E / 21.217°N 1.000°E | Mali                       |                                                                                    |
| 15°0′N 1°0′E / 15.000°N 1.000°E  | Niger                      |                                                                                    |
| 13°33′N 1°0′E / 13.550°N 1.000°E | Burkina Faso               |                                                                                    |
| 13°22′N 1°0′E / 13.367°N 1.000°E | Niger                      | Dio granice s Burkinom Faso paralelan je s meridijanom, približno 1 km zapadno     |
| 13°3′N 1°0′E / 13.050°N 1.000°E  | Burkina Faso               |                                                                                    |
| 11°5′N 1°0′E / 11.083°N 1.000°E  | Benin                      |                                                                                    |
| 10°13′N 1°0′E / 10.217°N 1.000°E | Togo                       |                                                                                    |
| 6°18′N 1°0′E / 6.300°N 1.000°E   | Gana                       |                                                                                    |
| 5°55′N 1°0′E / 5.917°N 1.000°E   | Atlantski ocean            |                                                                                    |
| 60°0′S 1°0′E / 60.000°S 1.000°E  | Južni ocean                |                                                                                    |
| 69°51′S 1°0′E / 69.850°S 1.000°E | Antarktika                 | Zemlja kraljice Maud (pravo polaže Norveška)                                       |